# Волиньприродресурс
Комунальне підприємство «Волиньприродресурс» Волинської обласної ради (КП «Волиньприродресурс», VPR) — гірничовидобувне підприємство, створене у 2016 році з метою розвідування та розробки родовищ корисних копалин у Волинській області, таких як бурштин, торф та мідь.
КП «Волиньприродресурс» є найбільшим підприємством, створеним для легального видобування бурштину загальною ліцензійною площею 51 524,7 га (515,247 км²), видобування торфу загальною ліцензійною площею 6364,0 га (63,640 км²) та добування комплексних мідних руд загальною ліцензійною площею 3140 га (31,4 км²), що охоплює території Камінь-Каширського, Луцького та Ковельського районів Волинської області.

## Історія
10 березня 2016 року Волинська обласна рада сьомого скликання за ініціативою Ігоря Петровича Палиці ухвалила рішення №3/18 Про створення Комунального підприємства «Волиньприродресурс» Волинської обласної ради.
2 лютого 2017 року комунальне підприємство «Волиньприродресурс» Волинської обласної ради отримало від Державної служби геології та надр України за погодження Міністерства екології та природних ресурсів України:
- 4 спеціальні дозволи №6172, №6173, №6174, №6175 на користування надрами з метою видобування бурштину терміном на 20 років,
- 4 спеціальні дозволи №6176, №6177, №6178, №6179 на користування надрами з метою видобування торфу, придатного для виробництва брикетів та приготування компосту, терміном на 20 років,
- 13 березня 2017 року спеціальний дозвіл №6189 на користування надрами з метою видобування комплексних мідних руд, терміном на 20 років.

Розпорядженням голови Волинської обласної ради №209-р від 22 червня 2016 року призначено виконувачем обов'язків директора КП «Волиньприродресурс» Волинської обласної ради Туза Веніаміна Степановича.
У лютому 2017 року Столяр Василь Андрійович був призначений на посаду директора КП «Волиньприродресурс». 11 вересня 2020 року Василя Столяра було звільнено з посади директора. До призначення директора в установленому законом порядку виконувачем обов’язків було призначено чинного заступника директора Капустюка Анатолія Анатолійовича.
16 жовтня 2020 року в Україні відбувся перший аукціон з продажу бурштину. За результатами торгів продано 627 кг 4 г бурштину на загальну суму 21 млн 650 тис. грн, або 763 тис. 675 доларів.
За результатами конкурсу 11 лютого 2021 року під час пленарного засідання 4 чергової сесії обласної ради депутати затвердили кандидатуру Анатолія Капустюка на посаді директора КП «Волиньприродресурс».
В листопаді 2021 року КП «Волиньприродресурс» на Волині знайшли ексклюзивний бурштин вагою майже два кілограми — це найбільший добутий легально камінь в Україні.
У 2023 році згідно з офіційними джерелами та звітами КП «Волиньприродресурс» стало лідером в Україні за кількістю видобутого бурштину. Показники видобутку було представлено у Звіті Голови Державної служби геології та надр України Опімаха Романа Євгеновича про підсумки роботи відомства у 2023 році.

## Спеціальні дозволи

### Спецдозволи на видобування бурштину
- Спеціальний дозвіл №6172 ділянка Маневицька-1 складається з трьох площ: Троянівка S=7110 га, Галузія S=6680 га, Маневичі S=4270 га; загальна площа 18 060 га.
- Спеціальний дозвіл №6173 ділянка Маневицька-2 складається з п`яти площ: Череваха S=3670 га, Северинівка S=4090 га, Гута-Лісівська S=2990 га, Чорторийськ S=1127 га, Велика Осниця S=125,7 га; загальна площа 12 002,7 га.
- Спеціальний дозвіл №6174 ділянка Камінь-Каширська-1 складається з двох площ: Бірки S=3857 га, Деревок S=4011 га; загальна площа 7868 га.
- Спеціальний дозвіл №6175 ділянка Камінь-Каширська-2 складається з чотирьох площ: Фаринки західні S=130 га, Гута-Боровенська S=11840 га, Фаринки S=495 га, Седлище S=129 га; загальна площа 12594 га[14].

### Спецдозволи на видобування торфу
- Спеціальний дозвіл №6176 родовище Велике Болото, ділянки Північна S=1354 га та Південна S=1800 га, загальна площа 3154 га.
- Спеціальний дозвіл №6177 родовище Коза-Березина, ділянки: №1 (урочище Садок) S=108,0 га, №2 (урочище Долина) S=146,1 га, №3 (урочище Робіття) S=129,8 га, №4 (урочище Кілієв) S=170,8 га; загальна площа 554,7 га.
- Спеціальний дозвіл №6178 родовище Велике Багно, ділянки: Південно-Східна S=431,3 га та Північно-Західна S=454,1 га; загальна площа 885,4 га.
- Спеціальний дозвіл №6179 родовище Стобихівське, ділянки: №1 S=970,2 га, №2 S=129,4 га, №3 S=490,0 га, №4 S=113,3 га, №5 S=15,1 га, №6 S=51,9 га; загальна площа 1769,9 га[15].

### Спецдозвіл на видобування мідних руд
- Спеціальний дозвіл №6189 – ділянка Жиричі, загальна площа 3140 га[16].

## Рекультивація
У 2014 році після початку «бурштинової лихоманки» (незаконного видобутку бурштину) у Волинській області території лісництв були перекопані нелегальними копачами. Дерева лісових ділянок ДП «Маневицьке ЛГ» були повалені, коренева система знищена. Згодом першою ділянкою, яку КП «Волиньприродресурс» взяло в розробку, знаходилась на території Вовчецького лісництва  – до того ділянка була перекопана нелегальними копачами бурштину та вважалася збитковою для подальшого легального видобутку. Незважаючи на те, що бурштину у верхніх шарах ґрунту не залишилося після промислу нелегальних копачів, підприємству вдалося видобути 1,7 тонни цієї корисної копалини. Видобуток на вже перекопаній нелегальними копачами бурштину почався з ціллю продемонструвати, як можна цю територію довести до ладу та як треба правильно та легально працювати, щоб не шкодити довкіллю.
КП «Волиньприродресурс» спільно із ДП «Маневицьке лісове господарство» провели рекультивацію використаних площ з метою відновлення лісових насаджень. Після відпрацювання даної території було проведено повну гірничотехнічну рекультивацію – повернуто шари ґрунту в порядку їх залягання. Наступним кроком була передача відпрацьованих територій лісництву для проведення біологічної рекультивації — посадки лісу.
26 листопада 2020 року на території Вовчецького лісництва сторони підписали акт передачі. Зі свого боку лісництво розробило план біологічної рекультивації, план посадки, які саме культури це будуть, яким кроком тощо. Протягом кількох місяців після завершення видобувних робіт всю територію було механізовано засаджено.